# 约翰·豪

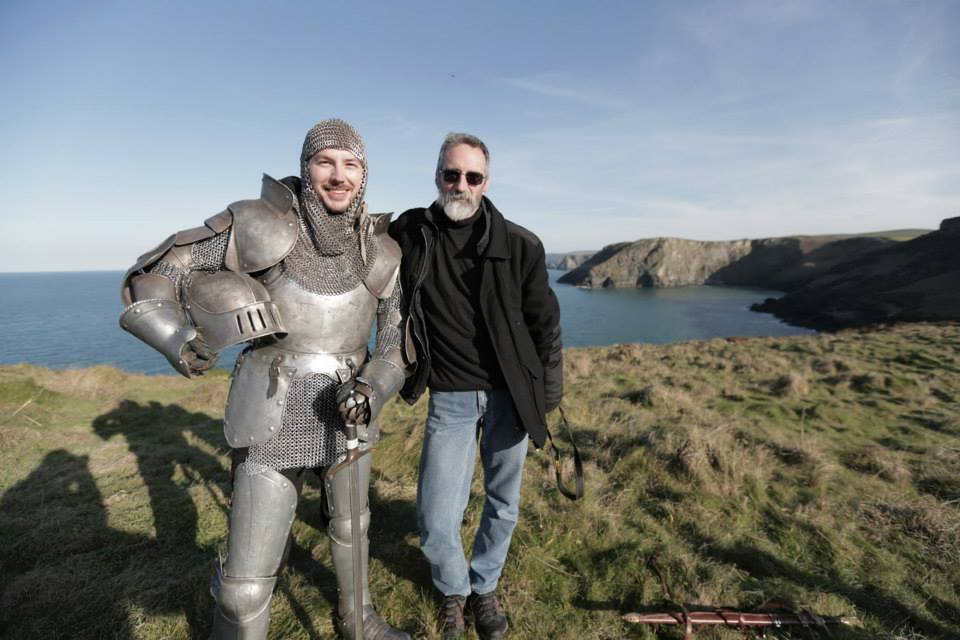
约翰·豪

约翰·豪（英語：John Howe, 1957年8月21日—）是一位加拿大插画师，目前居住在瑞士纳沙泰尔。

## 生平
1957年出生于加拿大温哥华，从小在母亲指导下绘画，高中毕业后前往法国斯特拉斯堡读书，后凭借在J·R·R·托尔金的小说魔戒电影三部曲和霍比特人电影系列中的插画出名。2019年首次在中国举办个展，在上海思南公馆展出100多幅插画真迹。